# Accrington Stanley Football Club (1891)
L'Accrington Stanley F.C. è stata una squadra di calcio di Accrington, nel Lancashire, nord-ovest d'Inghilterra, nata nel 1891. 
La squadra ha militato nell Football League dal 1921 al 1962, quando divenne il secondo club ad aver abbandonato il campionato a metà stagione. La società fu liquidata nel 1966.

## Palmarès

### Competizioni regionali
- Lancashire Combination: 2

1902-1903, 1905-1906

### Altri piazzamenti
- Third Division North:

Secondo posto: 1954-1955, 1957-1958
Terzo posto: 1955-1956, 1956-1957
| Controllo di autorità | VIAF (EN) 7086155769099327880007 · LCCN (EN) nb2019009343 |